# Baojun 510
Le Baojun 510 est un modèle de SUV multisegment sous-compact produit par SAIC-GM-Wuling sous la marque Baojun.

## Aperçu
La 510 a fait ses débuts au salon de l'automobile de Guangzhou en 2016, avec le lancement officiel sur le marché chinois en 2017. La voiture se positionne sous le crossover compact 560 de l'époque.
C'est le crossover le plus vendu en Chine en 2018, et aussi l'automobile la plus vendue vendue de Baojun. En juin 2019, près de 800 000 de 510 avaient été vendues. Il est également remarqué pour être l'automobile nouvellement introduite la plus vendue de l'histoire du monde. Il a enregistré 416 883 ventes au cours de ses 12 premiers mois sur le marché, le plus haut jamais enregistré au monde. Il a pris le record du Baojun 560 qui s'est vendu à 319 536 unités sur une période de 12 mois.

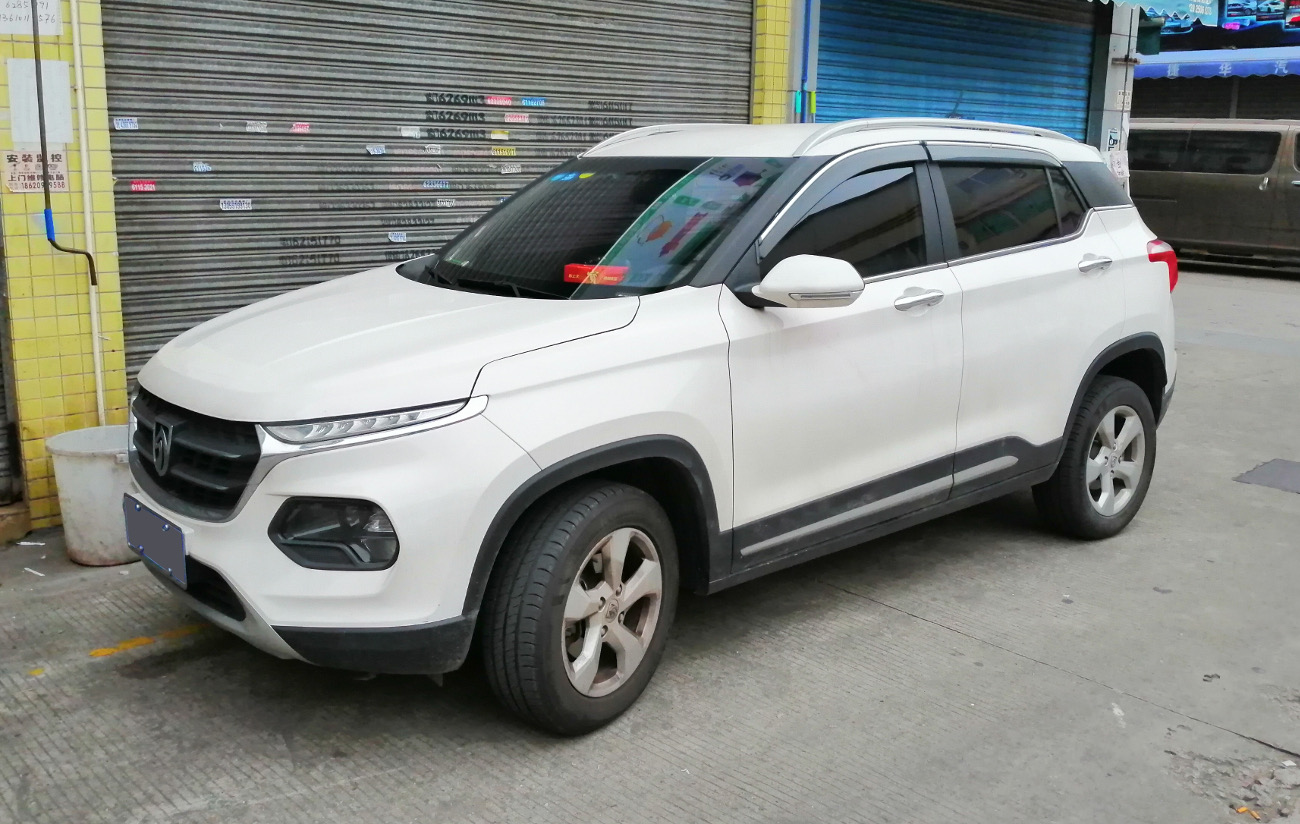
Vue avant
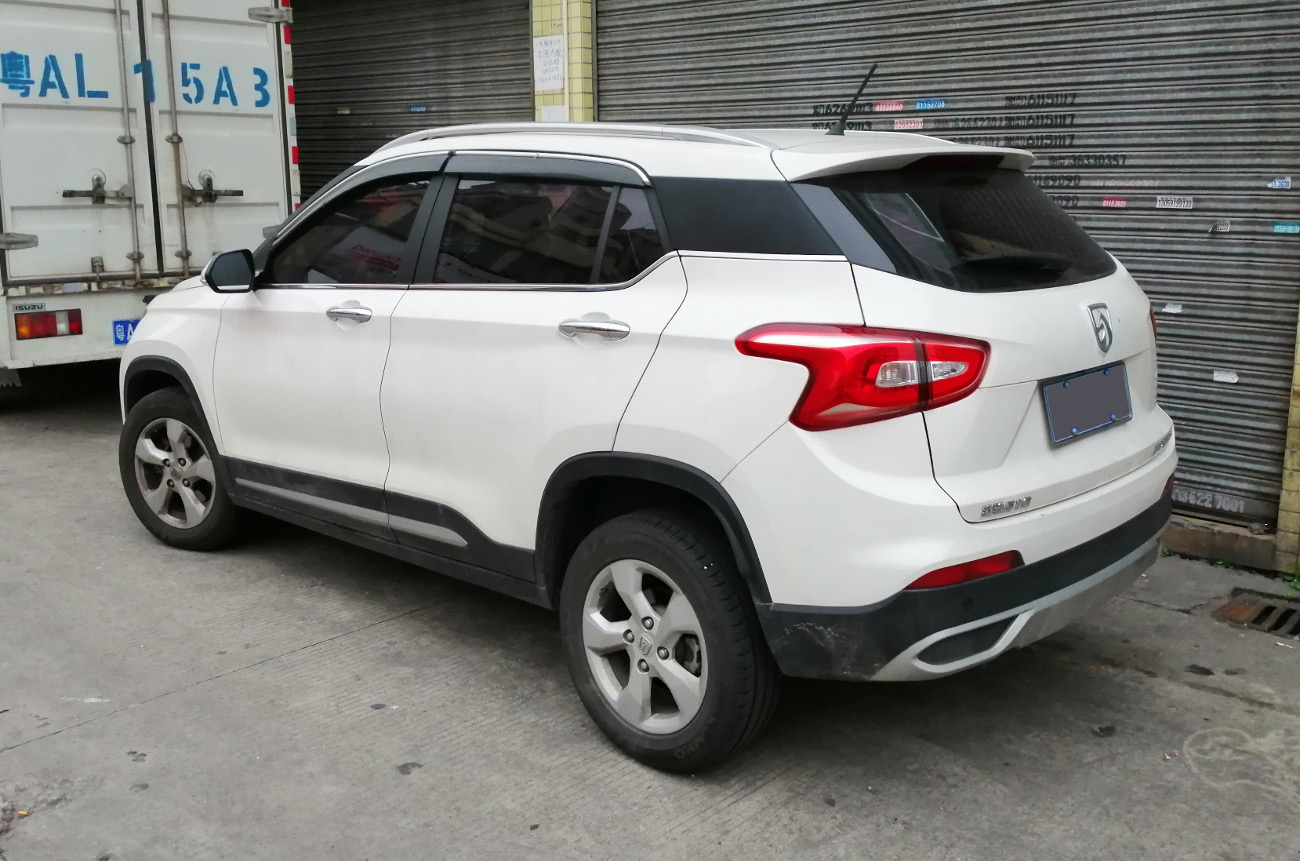
Vue arrière

### Lifting
En juillet 2019, le 510 a fait peau neuve avec une nouvelle calandre, un carénage arrière et la disponibilité de l'option CVT avec trois modes de conduite,.

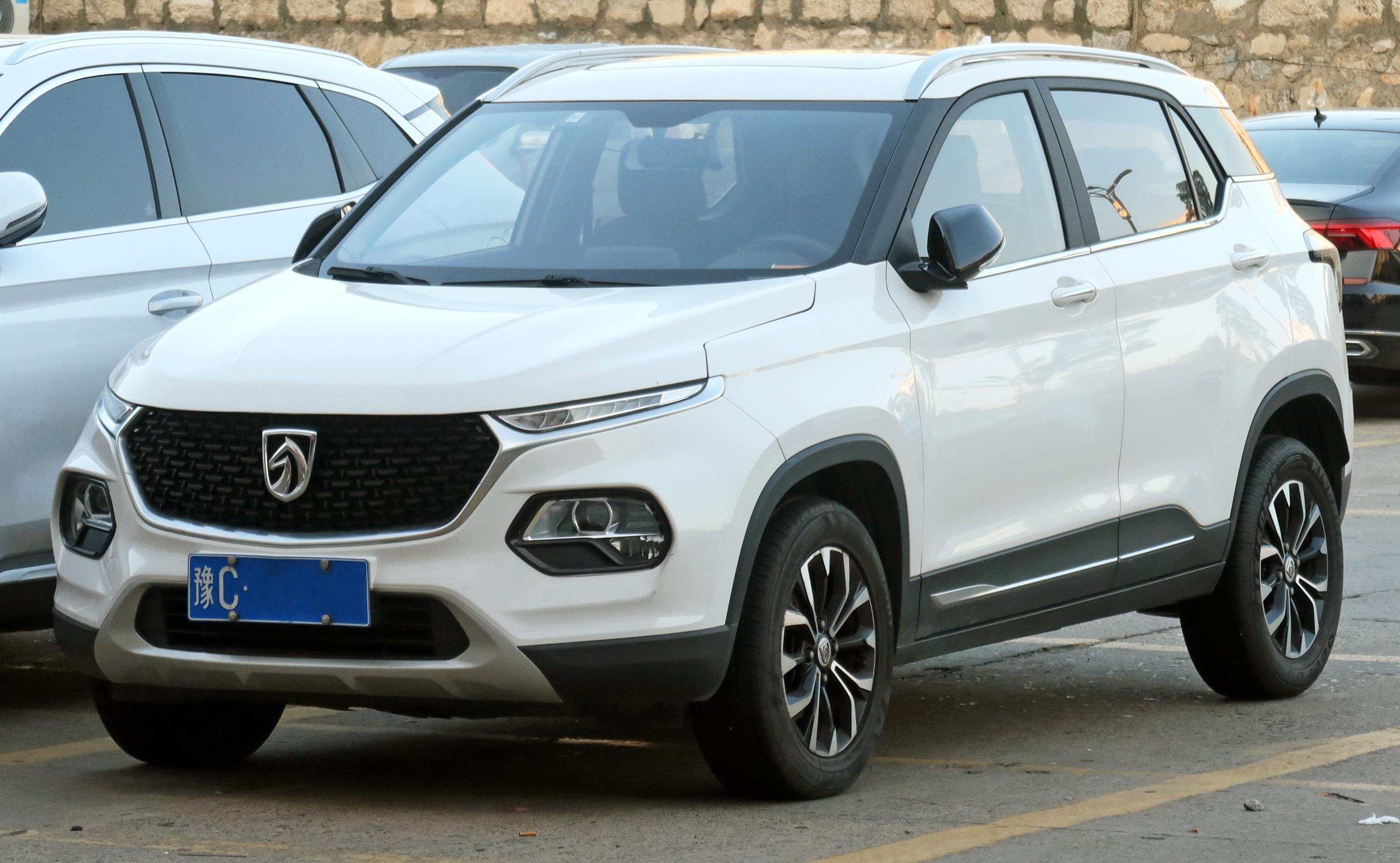
Vue avant
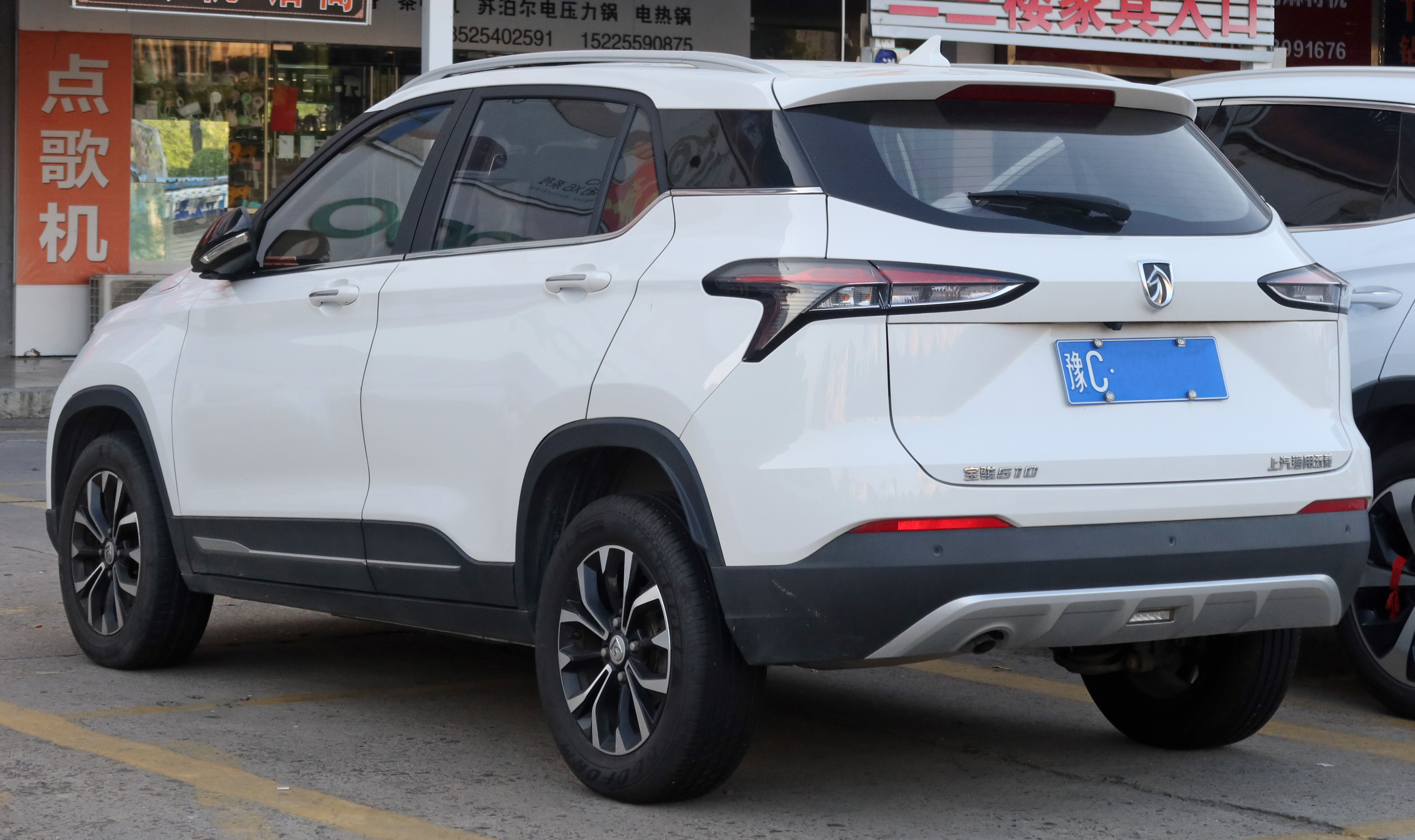
Vue arrière

## Marchés d'exportation
En 2020, SAIC-GM-Wuling a commencé à exporter le 510 rénovée vers l'Amérique latine sous le nom de Chevrolet Groove,. Il est également exporté vers le Moyen-Orient et le Mexique depuis fin 2021,.

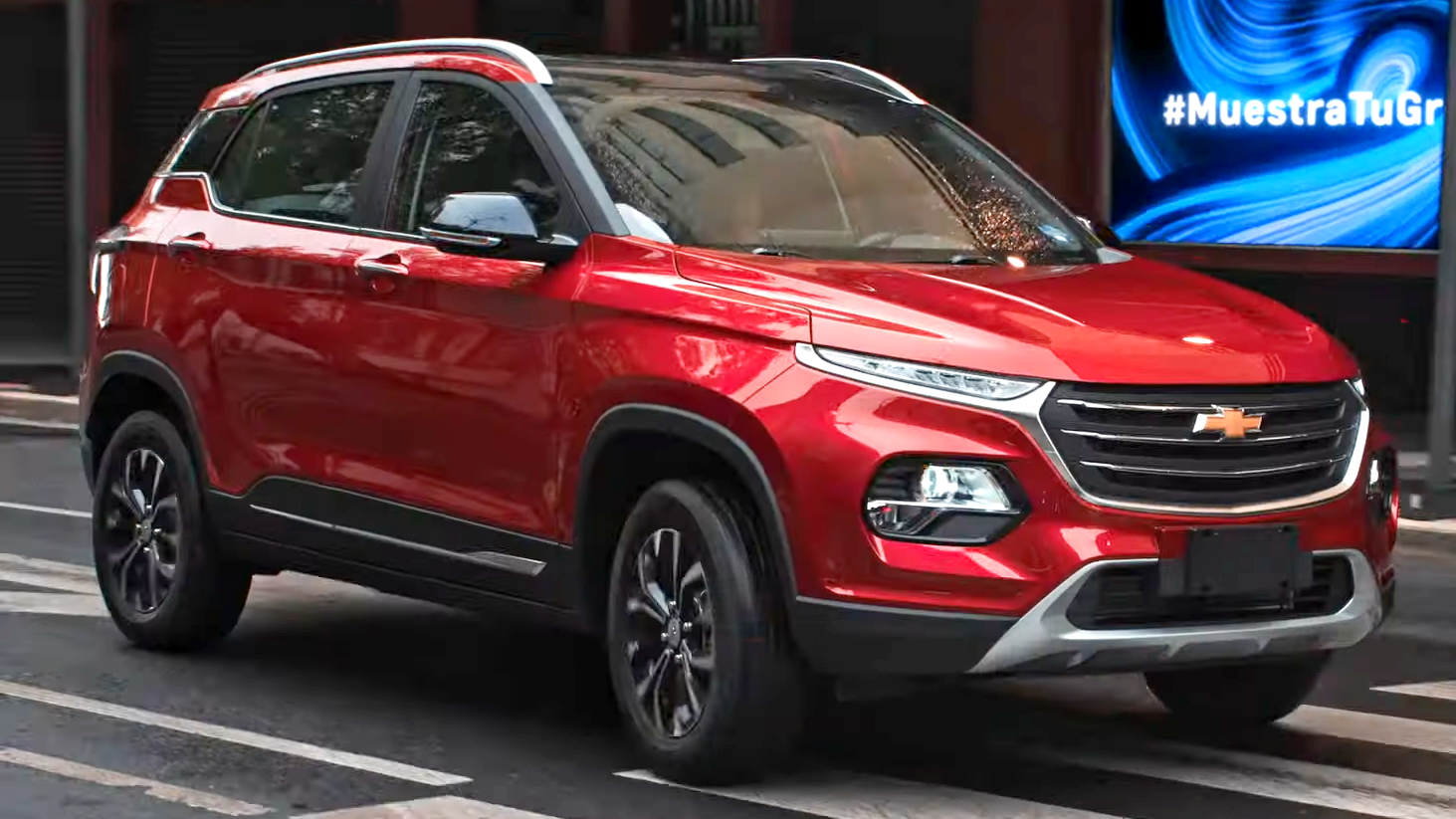
Vue avant
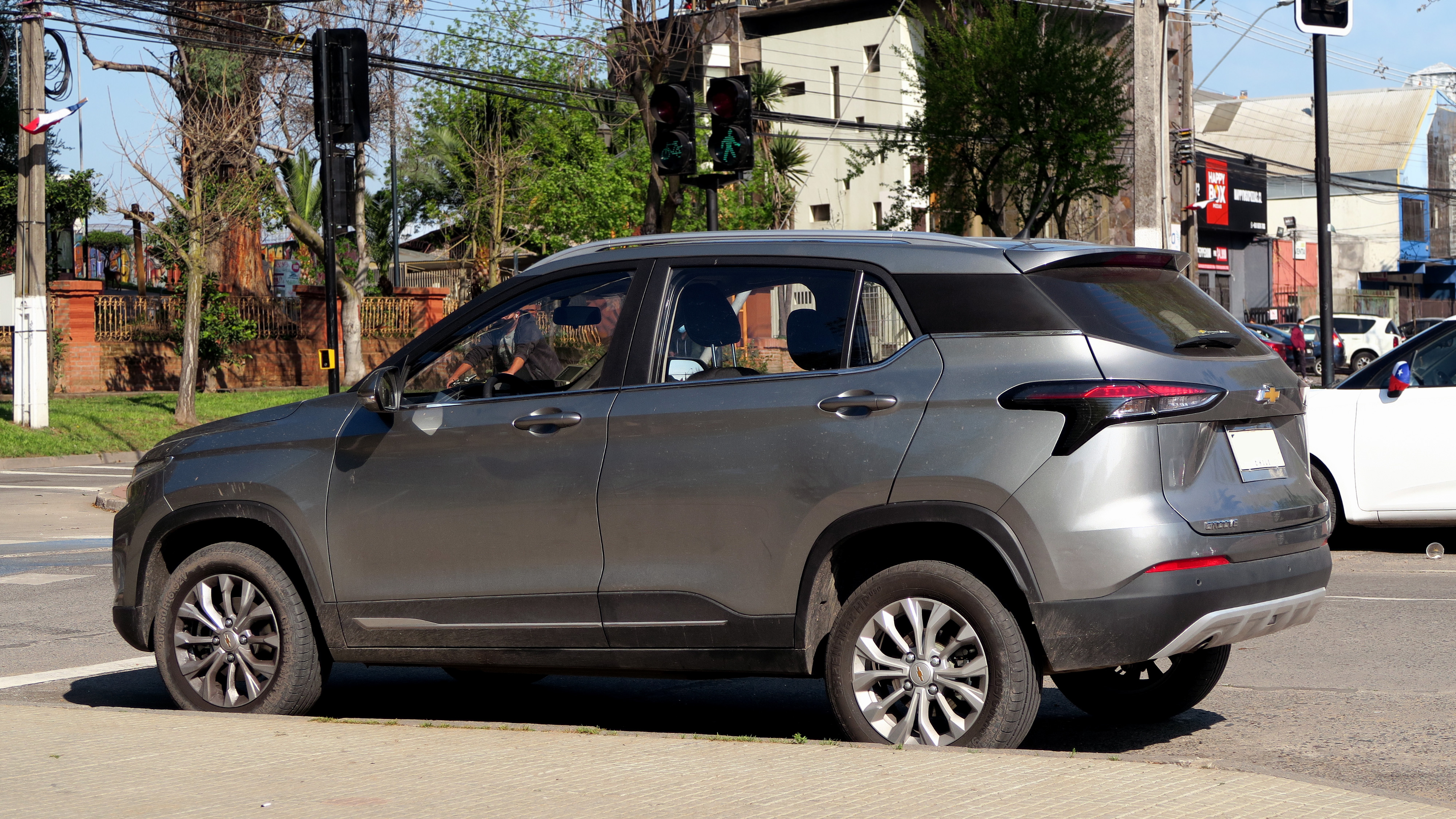
Vue arrière

## Ventes
| Année civile | Chine   |
| ------------ | ------- |
| 2017         | 358 877 |
| 2018         | 361 403 |
| 2019         | 158 201 |
| 2020         | 60 570  |